# ブルーギル
ブルーギル(英: Bluegill、学名: Lepomis macrochirus) は、サンフィッシュ科に属する淡水魚の一種。北アメリカ中南部原産。同サンフィッシュ科のブラックバス、本種に形態が似たカワスズメ科のティラピア同様、日本でも分布を広げた特定外来生物である。

## 名称
本種の標準和名は「ブルーギル」である。鰓蓋（えらぶた）の後端に青黒い紺色の部分があり、鰓蓋（えらぶた）を英語で"gill"（ギル）と呼ぶことからブルーギルと名づけられた。
通称として単に「ギル」と呼ばれることもある。原産地の米国やカナダでは"bluegill"または"bluegill sunfish"と称され、"gill"と称されることはない。
サンフィッシュ類は北米大陸に広く分布し、現地では多くの種が生息し、ごく一般的な淡水魚であるため、文学作品にもしばしば登場する。しかしマンボウの英名が"ocean sunfish"で、こちらも単に"sunfish"とも呼ばれるため、英語圏の文学書を日本語に翻訳した際に、淡水産のサンフィッシュ類をマンボウと誤訳していることがある。

## 形態
成魚の体長は25cm程度になる。原産地の北米では40cm程になる。生後1年程度までの幼魚は体形がやや細く、体側に7から10本の暗色横帯がある。しかし、成長とともに体高が高く変化し、体色も濃灰褐色から暗褐色となって横帯も不明瞭になる。
フライパンに収まりやすい魚＝“パンフィッシュ”と呼び習わされるLepomis 属の中でもさらに最も体高があるため側面形は円形に近く、体幅は左右に強く側扁する。背鰭の棘条部と軟条部はつながっている。口は小さい。口内、唇内側には細かい鋸歯状の歯が並ぶ。
体型に加え胸鰭が小さいため直線的な遊泳力はやや弱いが、背鰭、腹鰭、尻鰭はよく発達して細かく体の向きを変える能力に富む。
体色は変異があるが、およそ若い個体が淡い青緑褐色で、成体になると黒に近い青紫色になることが多い。腹面は黄色みを帯び、群の中で地位の高いオスはさらに胸部がレッドブレストサンフィッシュやピラニア・ナッテリー等がそうであるように赤く染まる。
左右の鰓蓋の上部に突出した皮弁があり（若い個体にはほとんどない）、その部分が紺色になっている。この部分に由来して"Bluegill sunfish"（ブルーギル・サンフィッシュ : 青い鰓蓋のサンフィッシュ）、略してブルーギルと呼ばれる。また水面から本種を見ると鰭が鈍い光沢のある青色に見える事もある。背鰭、腹鰭、尻鰭に鋭い棘条があり、不用意につかむと刺さり、出血することもある。

## 生態
原産地は北米大陸東部。淡水性。湖沼、ため池、堀、公園の池などに生息しており、湖では沿岸部の水生植物帯、河川では比較的流れが緩やかな水草帯に生息している。山上湖から河口、汽水域まで生存可能な水温・水質の幅は広く、溶存酸素が不足していなければ水質汚濁にも比較的強い。身を隠すのに適し水流を遮ってくれるような障害物や複雑な水中地形の場所を特に好み、そのような環境では多くの個体が密集する。若い小型個体は表層近くで活発に動き回るが、よく成熟した大型個体は深い位置であまり動き回らずにいる傾向にある。捕食者としてはブラックバス、ナマズ、カワセミなどがいると考えられ、稚魚はドンコに食べられる可能性もあると考えられている。
雑食性で、昆虫類、植物、魚類、貝類、動物性プランクトンなどを捕食する。雑食性だが動物食性が強く、特に他の魚類の卵を好む。餌料生物が少ない時には水草も食べる。
繁殖期は春から夏。この時期になるとオスは縄張り意識と闘争性が極度に高まるとともに、水底の砂泥を口で掘って浅いすり鉢状の巣を作り、メスを呼び込んで産卵させる。産卵・受精が終わった後もオスは巣に残り、卵に新鮮な水を送ったり、ゴミを取り除いたり、卵を狙う他の動物を追い払ったりして卵を守る。1回の産卵数は平均的な個体で21,000から36,000粒である。仔魚が孵化した後もしばらくは仔魚の保護を行う。ムギツクに巣を襲われ、托卵されることもある。

## 外来種問題

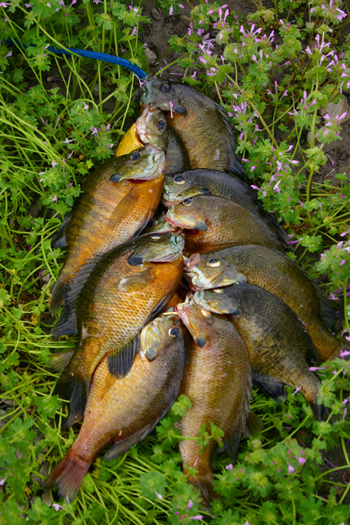
釣られたブルーギル（アメリカ・ミズーリ州、Bilby Ranch Lake）。

ブルーギルは元々は北アメリカの中部・東部に広く分布する魚だが、移入された先々に定着し、世界各地に分布している。
小動物から水草まで食性は幅広く、汚染などにも適応力がある。さらに卵と稚魚は親が保護しているため捕食者は手を出しづらい。これらの習性からブルーギルは短期間で個体数を増やすことができ、各地で分布を拡げている。韓国やイギリスでは生きた個体の持ち込みが禁止されている。当初は食用として各地の試験場に配布され、養殖試験なども行われたが、成長が遅く養殖には適さないことが判明した。

### 日本国内

#### 第125代天皇明仁との関係
日本への移入は、1960年に日米修好100周年を記念してアメリカ大統領から招かれて渡米していた当時の皇太子明仁親王が、シカゴ市長からシェッド水族館の4種の淡水魚が贈呈され、その中にブルーギル18匹が含まれていた。4種は当時の東京都南多摩郡日野町の淡水区水産研究所で飼育されることとなり、ブルーギル18匹の内、1962年まで15匹が生存した。
その15匹は淡水区水産研究所が食用研究対象として飼育した後、1966年に静岡県伊東市の一碧湖に放流した。このことは、2009年に三重大学生物資源学部が発表したミトコンドリアDNAの解析結果により、全都道府県の56か所で採取した1,398体全ての標本の塩基配列が、アメリカ13地点で採取したサンプルのうちアイオワ州グッテンバーグで採取したものと完全に一致したことで証明された。
食用としても釣りの対象としても利用価値が低いブルーギルが日本国内に広く拡散したことについては、1980年代以降のバス釣りブームの際、バス釣り業界の関係者や愛好家の手により、ブラックバスの餌と称して各地の湖沼から別の湖沼へ放流されたものが繁殖し、日本中に分布を広げるに至った、という指摘が2000年代にあったが、根拠となる資料は充分ではなかった。
2014年に発表された研究では、1960年代から1970年代前半にかけての状況を、当時の内水面漁業や釣り関係の文献で詳細に調査しており、オオクチバスに付随する形ではなく、ブルーギル単独の野外放流や逸出が明らかになっている。この研究では、水産試験場の関わったケースとして、大阪府の水産試験場がため池への放流試験を行ったこと、滋賀県の水産試験場が関与する中で琵琶湖にブルーギルが生息するようになった、と水産試験場職員が当時示唆していることが示されている。さらに、釣り具メーカーや当時発行されていた釣り雑誌の主幹であった釣り人と水産行政関係機関が、共に関わる放流があったことも示されている。また、これらの放流や逸出は、先行研究での言及よりも広い範囲とされている。
移入経緯により、「ブルーギルはおめでたいプリンスフィッシュである」と称されて各地に放流されたという記録がある。ブルーギルが外来種として深刻な問題を起こしていることについて、天皇明仁は2007年第27回全国豊かな海づくり大会において「ブルーギルは50年近く前、私がアメリカから持ち帰り、水産庁の研究所に寄贈したもの。食用魚として期待が大きく養殖が開始されましたが、今このような結果になったことに心を痛めています」と発言した。

#### 影響
ブルーギルの繁殖力と生命力、捕食力、餌の競合、在来魚種の卵や稚魚の捕食などの点で、日本の池や湖の生態系には十分脅威で、生態系維持と漁業の観点から日本中の湖沼でその存在数はかなりの問題とされている。
また漁獲対象魚種への圧迫のみならず、鰓蓋や鰭の棘条が網に絡みやすいことから、網にかかったブルーギルを外す際に背鰭が手に刺さるため、漁師も本種を嫌う。
滋賀県の瀬田月輪大池で1984年から1995年まで行われた調査によれば、ブルーギルの移入後にモツゴが絶滅した。なお、瀬田月輪大池にはオオクチバスも移入されたが、モツゴの減少に対してはブルーギルの方が影響が大きかったとされている。なお、ブルーギルとオオクチバスが生息魚種の大半を占める水域では、ブルーギルとオオクチバスの生息数は逆相関の関係を保ちながら変動し推移するとした研究結果がある。

#### 駆除
日本では本種はオオクチバスと並んで外来生物法により特定外来生物に指定されており、各地で導入の阻止や駆除が進められている。防除を行っている代表的な水域として、霞ヶ浦、琵琶湖、深泥池、五稜郭、皇居外苑濠などがある。
駆除の主な方法としては成魚を捕獲する方法と卵の孵化を阻害する方法がある。捕獲の場合、一般的に網などの漁具、電気ショッカー、減水させ捕獲などで駆除が行なわれる。他に駆除策として漁業従事者からの買い上げのほか、人工産卵床を浅瀬に設置し、産卵後に卵ごと撤去するという方法も試みられている。
小規模な溜池では水抜き（掻い掘り）によって捕獲した魚類からブラックバスやブルーギルとそれ以外の魚を分け、外来魚を除去した後、在来魚を戻すという方法がある。水位調節が比較的自由に行える農業用のため池やダムでは、産卵後から孵化までの期間に減水させ産卵床を露出することで稚魚の孵化を阻止することも可能である。
ゲノム編集により不妊化させた個体を放流して繁殖を防ぎ、駆除を試みる実験を、水産研究・教育機構が近畿地方で計画している。しかし、不妊化した個体が死亡するまでの期間は生態系に甚大な影響を与え続けると指摘されている。     
いくつかの実験結果から湖沼ではウグイがブルーギルの卵や稚魚を捕食する為、増殖抑制に有効である可能性が示されている。更に、タニシ、カワニナなどの底棲巻き貝類がブルーギルの産卵床周辺で高頻度で見つかり、巻き貝がブルーギルの卵を餌としている可能性が指摘されている。
釣り上げた際に再放流しないことが推奨されるが、投棄するとブルーギルはその場で腐り、烏などの餌になってカラスを増やす原因になったり、夏は異臭や害虫を増やす結果になったりして周辺環境を悪化させる。琵琶湖に関しては持ち帰るか設置された回収ボックスに入れることになっている。実際に再リリース禁止はブルーギルの生息数の抑制に効果があるとする研究がある。滋賀県庁が発行している『ブルーギル ブラックバスのリリースは禁止です』というチラシによると、「外来魚を釣り人の手で取り除くことは相当の効果が期待できます」と明記されている。理由として「琵琶湖では年間21万人の釣り人がある。釣りは水路や沿岸部、障害物の近くなど大規模な漁具を入れられない場所にいる外来魚をきめ細かく取り除く事ができ、駆除事業を補完する効果がある」と表記されている。
2019年6月、滋賀県によると2017年度以降減少している可能性がある。例年と比べて大幅に少なかった。南湖の刺し網で2016年の20分の1、北湖の引き網では17年度の100分の一しか取れなかった。

## 利用

### 観賞
観賞魚として利用されたこともある。ただし、日本国内では2005年6月に施行された特定外来生物による生態系等に係る被害の防止に関する法律（外来生物法）で特定外来生物に指定されたため、愛がん・鑑賞の目的で新たに飼養することは禁止されている。研究や教育などの目的で飼養する場合には主務大臣から許可を受けなければならない。

### 食用

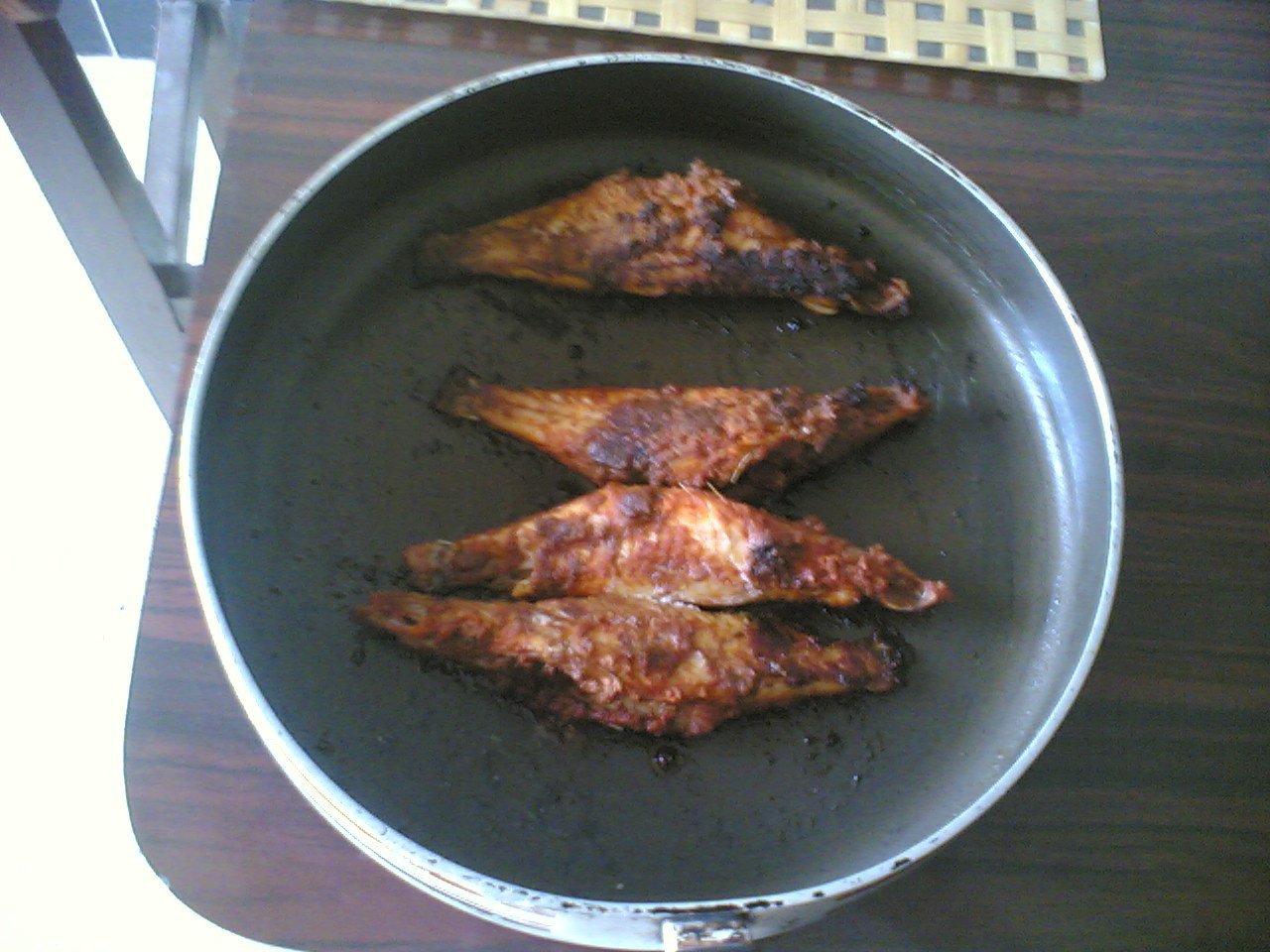
フライパンによるブルーギルの焼き魚

フライやムニエル、バター焼きなど油で調理した料理に合うといわれている。調理時には皮をしっかり除去することがポイントとされる。
原産地の北米では大型のものが釣れ、体が丸くフライパンにすっぽりと収まり、バター焼きなどに適することからパンフィッシュ ("Pan fish") と称され食べられている。
滋賀県では琵琶湖のブルーギルを「ビワコブナ」という名称で鮒寿司の材料であるニゴロブナの代用魚として利用したり、揚げ物などの材料としたりした料理が作られており、県のサイトでも調理方法を公開している。また大型の個体を食用に供する釣客もいる。事実、滋賀県農政水産部水産課が発行している『遊漁の手帖』では「大型のものは塩焼きにして食べる」と、食用利用にも適していることが明記されている。滋賀県立琵琶湖博物館や大津サービスエリア等ではブラックバス料理が提供されている。
中国では、1987年に観賞魚として移入された後、食用に転用された。一般に、英語名を直訳した藍鰓太陽魚（ランサイタイヤンユー、lánsāi tàiyángyú）、または、単に太陽魚と呼ばれ、湖北省、広東省などで養殖が行われている。中国での養殖には主に顆粒の配合飼料が使われ、臭みも少ないことから、蒸し魚としての利用が多い。
防除対策のため持続的利用として食魚としての利用も研究されている。

### 遊漁
ブルーギルの釣魚としての価値は低く、本種を専門に狙う釣り人はあまり多くはない。しかし、先述のように原産地アメリカにおいて本種を含め“パンフィッシュ”の名で親しまれるLepomisは、簡単な仕掛けで初心者でも容易に釣ることができる。このため、家族連れがキャンピング、ハイキングを楽しむ際等に、水遊びの相手として馴染み深い魚である。様々な餌を用いた浮き釣りのほか、フライフィッシングやルアーフィッシングでも釣ることができる。
日本では外来種であることから、地域によっては条例でキャッチ・アンド・リリース（再放流）が禁止されている。また外来生物法や廃棄物処理法により、通常は飼育や移植放流、放置（不法投棄）などが禁止されているため、キャッチ・アンド・リリースが禁止されている地域で捕獲された場合は、適切な殺処分・持ち帰りまたは回収箱の利用などが必要となる。